# 아로드 소바이
아로드 소바이는 1960년에 제작된 아시리아인의 옛 국가이다. 이라크에서는 이 곡 대신 룸람마가 취급된다.

## 한국어 음역본
1
레크 멘 딜 슬로모 오 아로드 소바이
베크 브셈리 음코모 와스파르 유보바이
니테 카이 야우모 웨프루 레크 아우바이
웨케 브콜 로모 우볼리 우바이
2
크모 나프쉬 메트니오 브파유에 마스바이크
왈 레크노 피이오 드타페 브가우 샬바이크
루 사기 스위보 르미나크 멘 알바이크
왈 나우모 니오 테트 엘롤 둘바이크
3
소메트 크돔 아이노 모트 우베크 니쇼
와 스킬 노 자이노 다크 누로 리쇼
데루브 르쿨 아뇨 도메스 베흐 비쇼
다 은달라 샤이노 드 아프레크 카디쇼